# Aeroporto de Shannon
O Aeroporto de Shannon é um dos três principais aeroportos da República da Irlanda, juntamente com o Aeroporto de Dublin e o Aeroporto de Cork. Em 2011 1.625.549 passageiros passaram pelo aeroporto, colocando o aeroporto no terceiro lugar entre os mais movimentados, logo após o Aeroporto de Dublin e o Aeroporto de Cork. O Aeroporto é localizado em Shannon, County Clare e serve as regiões de Limerick, Ennis, Galway e todo o sudoeste irlandês.